# Plante génétiquement modifiée

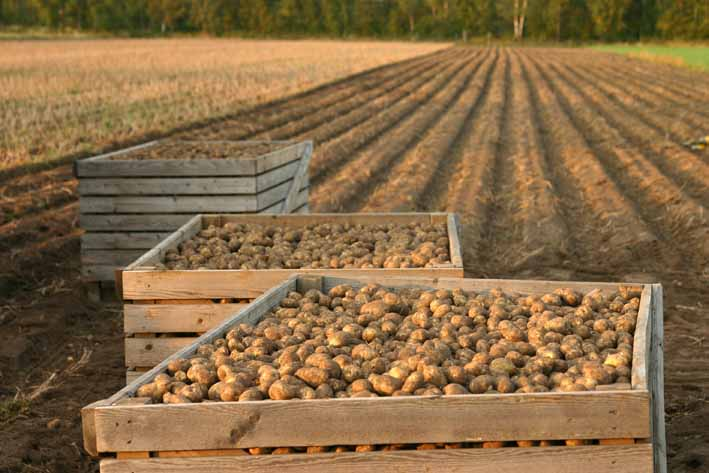
La pomme de terre féculière Amflora est génétiquement modifiée pour produire un amidon sans amylose.

Une plante génétiquement modifiée (PGM) est un cultivar de plante dont le patrimoine génétique a été modifié par l'Homme.  Une plante transgénique est une plante dans le génome de laquelle a été introduit par transgénèse du méristème radiculaire et foliaire un ou plusieurs gènes.  En recherche fondamentale, la production de plantes génétiquement modifiées est un outil de base pour la compréhension des mécanismes cellulaires. En agronomie, les plantes génétiquement modifiées représentent une des dernières évolutions des méthodes d'amélioration des plantes. Dans de nombreux cas, l'objectif est d'introduire un nouveau trait non présent dans cette espèce préalablement.

## Définition
Comme pour la définition générale d'un organisme génétiquement modifié, la définition d'une PGM varie entre l'aspect sémantique et la définition légale. Si la locution « plante génétiquement modifiée » implique toutes formes de modifications génétiques, les définitions légales sont généralement plus restrictives. 
La principale variation de définition significative pour les plantes est l'exclusion de la méthode de la fusion cellulaire comme une méthode créant une PGM. En effet, l'exclusion de cette méthode entraîne que de nouvelles variétés portant pourtant le même trait original soient considérées différemment du point de vue de la réglementation en matière d'OGM.

## Techniques d'élaboration
Les techniques d'élaboration des PGM se fondent sur quatre étapes. 
La première étape consiste à identifier un gène d'intérêt chez un organisme donneur (bactérie, plante...), puis à l'isoler et à l'intégrer dans une construction génétique (vecteur) associé le plus souvent à un marqueur de sélection qui permet de sélectionner les cellules qui ont intégré le gène d'intérêt. Cette construction génétique est ensuite clonée afin d'en disposer en quantité suffisante. 
La seconde étape consiste à transférer le gène d'intérêt dans les cellules végétales. Pour cela, deux méthodes sont possibles. On peut tout d'abord utiliser une bactérie du sol, Agrobacterium, qui a la capacité naturelle de réaliser la transformation génétique ; c'est-à-dire qu'elle peut intégrer dans le génome de la cellule qu'elle contamine une construction génétique contenant le gène d'intérêt. Cette construction génétique sera auparavant introduite dans la bactérie. Cette technique est la plus couramment utilisée. La seconde technique nommée transfert direct se fait soit par projection d'ADN, soit par électroporation. La projection d'ADN se fait à l'aide d'un canon à particules qui permet de projeter dans les cellules des microparticules (de tungstène ou d'or) enrobées d'ADN. L'électroporation est une technique visant à fragiliser la membrane plasmique de protoplastes par un choc électrique afin que le gène d'intérêt puisse pénétrer dans la cellule.
Une fois le gène transféré, la troisième étape vise à sélectionner les cellules transformées par un test détectant la présence ou non d'un marqueur de sélection. Les cellules sélectionnées sont régénérées pour permettre le développement de plantules qui sont ensuite repiquées en pot. Des analyses moléculaires sur les plantes régénérées permettent de déterminer le niveau d'expression du gène incorporé. 
Si ce niveau est satisfaisant, on réalise la quatrième étape qui consiste à incorporer le gène d'intérêt dans une variété commerciale. Pour cela, on réalise des croisements entre les plantes transformées et les variétés commerciales. On sélectionne alors dans la descendance les plantes possédant le caractère désiré et on les croise de nouveau avec des plants de la variété commerciale (rétrocroisement). On répète ce processus de nombreuses fois et ce afin d'obtenir une lignée quasiment isogénique de la variété commerciale possédant le gène d'intérêt.

## Traits génétiquement modifiés

### Résistance aux antibiotiques
La résistance aux antibiotiques est le premier trait transféré à une plante, ou plus précisément à une cellule de plante. En 1983, trois groupes de recherche indépendants ont obtenu des cultures cellulaires stables de pétunia, tabac, tournesol et carotte résistantes à divers antibiotiques. La même année, Ken Barton et Mary-Dell Chilton, d'un côté, et Patty Zambryski, Marc Van Montagu et Jeff Schell, d'un autre, arrivent à régénérer des plants complets de tabacs résistants à partir de culture cellulaire ou de cals.
Des gènes de résistance aux antibiotiques comme le gène Néomycine phosphotransférase sont introduits dans les cellules. L'action d'un antibiotique permet d'inhiber la croissance des cellules non modifiées et réalise ainsi la sélection des cellules génétiquement modifiées.

### Tolérance aux herbicides
Les plantes rendues résistantes aux herbicides sont parmi les plus connues du grand public, en 2011 du maïs, du soja, du coton, du colza, de la betterave sucrière et du lin (et même du gazon, le pâturin des prés ou Kentucky Blue ) sont  génétiquement modifiés pour résister à une molécule contenu dans des herbicides totaux, le glyphosate, commercialisé par Monsanto sous le nom de RoundUp Ready.
Cela peut poser un problème lorsque le gène de résistance se dissémine à d'autres plantes, notamment celles considérées comme mauvaises herbes (ou adventices), ce qui a notamment été le cas en culture de coton GM aux États-Unis, la résistance se diffusant à l'amaranthe de Palmer (où les effets furent désastreux en Géorgie) .

### Résistance à des ravageurs
Cette résistance est conférée aux plantes par des gènes codant une forme tronquée de protéines endotoxines, fabriquées par certaines souches de Bacillus thuringiensis (bactéries vivant dans le sol ; d'où le nom de maïs Bt). Il existe de multiples toxines, actives sur différents types de larves d'insectes issues de cette souche bactérienne, reconnues depuis de longues années pour leurs propriétés insecticides utilisés en agriculture biologique ou conventionnelle. Plusieurs espèces ont été transformées avec un gène de résistance à un ravageur. Certaines sont commercialisées comme: le maïs, le coton, la tomate, la pomme de terre  et d'autres sont à l'essai notamment le riz et l'aubergine,.  

#### Maïs
Le maïs est la première des espèces résistantes à un ravageur à être commercialisée. Le maïs Bt qui présente une résistance aux lépidoptères, tels que la pyrale du maïs (Ostrinia nubilalis), porte un ou plusieurs gènes de type Cry1(A).

#### Cotonnier
Le cotonnier Bt est autorisé à la commercialisation depuis 1996 et est cultivé dans de nombreux pays.

#### Riz
En 2009, la Chine a émis des certificats de biosécurité pour du riz Bt.

#### Aubergine
En 2009, une recommandation de commercialisation a été délivrée par les autorités indiennes.

### Tolérance à la sécheresse
L'impact de la sécheresse sur les rendements d’une culture dépend de nombreux facteurs. L'insertion de gène permettrait une meilleure tolérance à la dessiccation et donc de maintenir des rendements en période de sécheresse. Monsanto a réalisé dès 2009 ses premiers essais en champs avec un maïs contenant le gène CspB pour Cold Shock Protein B. Ce gène code une protéine chaperonne du même nom. Ce gène est associé à un promoteur spécifique permettant une activation du gène qu’en cas de dessiccation. Cette protéine permet de stabiliser les ARNm, de maintenir le niveau de transcription et donc la photosynthèse. D’autres essais sont aujourd’hui réalisés sur d’autres espèces, notamment le blé.
À ce jour, aucune PGM dite « tolérante à la sécheresse » n'a dépassé le stade de l'essai expérimental.

## Surfaces cultivées
En acceptant le chiffre de 181 millions d'hectares cultivés en OGM (fournis par l'industrie, via l'ISAAA), cela représente un peu plus de 10 % des terres cultivées, estimées par l'ONU à 1,5 milliard d'hectares .